# AGPAT1
Alfa 1-acil-sn-glicerol-3-fosfato aciltransferase é uma enzima que em humanos é codificada pelo gene AGPAT1.   Este gene codifica uma enzima que converte o ácido lisofosfatídico (LPA) em ácido fosfatídico (PA). LPA e PA são dois fosfolipídios envolvidos na transdução de sinal e na biossíntese de lipídios nas células.